# Amari (gruppo musicale)
Gli Amari sono un gruppo pop rock originario della provincia di Udine.

## Il gruppo
Il gruppo, formatosi nel 1997, partì dall'idea dei fondatori, Pasta e Dariella, di ricavare qualcosa di nuovo dall'hip hop.
I due si costruirono una discreta fama attraverso molti piccoli concerti; conobbero i 21 di Giuann Shadai e pubblicarono con loro Il Contingente nel 1999. Il gruppo in seguito si allargò, includendo il bassista Cero e il dj H. C. Rebel.
La fortuna della band arriva con la vittoria nel 2000 delle selezioni regionali per Arezzo Wave, bissata dal successo nazionale alla finale di luglio del 2001.
Ad agosto dello stesso anno pubblicarono per la Riotmaker Corporali, un misto di musica elettronica e post-rock. Grazie alla canzone, lo staff di Arezzo Wave decise di produrre una raccolta di canzoni che uscì nel 2001 con il titolo di Guida Verde.
L'anno dopo pubblicano il secondo album: si tratta di Apotheke (Ondanomala, 2002), registrato a Città di Castello, dove incontrano il loro futuro producer, ossia Leonardo "Fresco" Beccafichi. Nel frattempo entrarono nella band Marcopiano alla chitarra e Carletto Barackus alla batteria. Queste modifiche del set portano ad una serie di concerti indie rock.
Nel 2003 uscì Gamera, un disco che ripercorre tutti gli stili suonati in passato dal gruppo (folk, elettronica e rap). Nello stesso anno gli Amari parteciparono all'Eurosonic Festival di Groningen (Paesi Bassi).
Il 27 settembre 2005, dopo tre anni di lavorazione, gli Amari pubblicarono Grand Master Mogol. Questo disco contiene i singoli Campo minato, Bolognina revolution, Conoscere gente sul treno, brani di cui sono realizzati anche i videoclip diretti dal regista danXzen. Anche questo album è stato prodotto da Leo Fresco. Inoltre la band si allarga: entra Enri Colibrio alla batteria.
Nell'ottobre 2007 fu pubblicato Scimmie d'Amore, dal quale fu estratto il primo singolo Le gite fuori porta. Nel video della canzone compaiono Frankie hi-nrg mc, Nikki, Mariottide e Diego Perrone della band I Medusa. Nel maggio 2008 uscì 30 anni che non ci vediamo, il secondo singolo estratto dall'album Scimmie d'Amore. Altro singolo estratto fu Arpegginlove.
Dopo un'infinità di date live e con l'ingresso del chitarrista Enrico Berto, giusto due anni dopo, a ottobre 2009, esce l'album Poweri, con la particolarità di contenere per la prima volta canzoni cantate anche in lingua inglese. Questo, insieme ai successivi remix dei brani, permette alla band di raggiungere l'airplay della BBC e le playlist di dj internazionali come Erol Alkan.
Nel 2010 la formazione cambia ancora: Dariella, Pasta e Cero (nucleo storico della band) tornano a collaborare con il loro storico produttore Leo Fresco, nuovamente a Città di Castello, nel suo nuovo Malkovich Studio. Dopo due anni di lavoro nasce Kilometri. Nell'ottobre 2012 gli Amari hanno caricato sulla loro pagina YouTube il nuovo video di Il Tempo Più Importante. Si tratta del primo singolo dal loro nuovo album Kilometri, co-prodotto da Fresco, uscito nei primi mesi del 2013. Il videoclip è stato diretto da Uolli. Nel febbraio 2013 viene realizzato il video del secondo singolo estratto Aspettare, Aspetterò.
A fine 2016 il gruppo torna a registrare presso il Malkovich Studio di Leonardo Beccafichi alias Fresco a Città di Castello. Nell'aprile del 2017, dopo un'assenza di quattro anni, viene pubblicato il videoclip del nuovo singolo Dinosauro sul canale YouTube dell'etichetta discografica Bomba Dischi. Il videoclip è stato realizzato da Leonardo Angellotti. Il 30 aprile 2017 la band partecipa al Bomba Dischi Festival, evento tenutosi a Roma, dove presenta in anteprima alcuni dei brani contenuti nel nuovo album.
Successivamente, tramite una diretta Facebook, viene annunciata l'uscita di un secondo singolo, Prima Di Partire, pubblicato in esclusiva su Spotify allo scoccare della mezzanotte del 9 giugno 2017. Il 20 ottobre esce l'ottavo album della band, Polverone, per l'etichetta romana Bomba Dischi; il disco è preceduto dall'uscita il 18 ottobre del terzo singolo estratto, Gatti di Polvere.

## Discografia

### Album
- 2000 - Corporali (Riotmaker Records)
- 2002 - Apotheke (Ondanomala Records)
- 2003 - Gamera (Riotmaker Records)
- 2005 - Grand Master Mogol (Riotmaker Records)
- 2007 - Scimmie d'amore (Riotmaker Records)
- 2009 - Poweri (Riotmaker Records)
- 2013 - Kilometri (Riotmaker Records)
- 2017 - Polverone (Bomba Dischi)

### Split
- 1998 - Contingente assieme ai 21

### Compilation
- 2000 - Arezzo Wave 2000 (Ondanomala)
- 2000 - Riotmaker sampler 2000 (Riotmaker Records)
- 2001 - Arezzo Wave 2001 (Ondanomala)
- 2002 - Riotmaker sampler 2002 (Riotmaker Records)
- 2002 - Soulest
- 2003 - Guida Verde (Arezzo Wave)
- 2003 - Loser - LMR#3 (10000 surfers can't be wrong) (Online mp3 compilation, Loser WebRock Radio)
- 2005 - Lo Zecchino d'oro dell'Underground (Snowdonia)
- 2007 - Riotmaker: A Medium Party (Riotmaker Records)
- 2007 - Night Members Club (Online mp3 compilation)
- 2012 - Non ci spezziamo (cover 883) in Con due deca - La prima compilation di cover degli 883
- 2013 - I Nostri Eroi (anche colonna sonora film Maicol Jecson)

### Remix
- 2004 - Amarmalade (nell'EP Marmalade dei Julie's Haircut, Homesleep, Sony)
- 2006 - Che lavoro fai (nel singolo  Che lavoro fai di Bugo, Universal)

## Componenti
- Dario Moroldo "Dariella" - voce, chitarra
- Davide Piva "Pasta" - voce, tastiera
- Francesco Ceravolo "Cero" - basso, synth

Componenti precedenti:
- Enrico Librio "Enri Colibrio"[4] - batteria
- Enrico Berto - chitarra, tastiera, cori[5]
- Carlo - batteria
- MarcoPiano - chitarra, synth
- Simo -  tastiera, batteria